# صنوبر حرشفي
الصنوبر الحرشفي نوع نباتي شجري من جُنيس صنوبر دوكامبو يتبع الفصيلة الصنوبرية. توجد منه عشرون شجرة فقط في مقاطعة يونان الصينية.